# Finale della Coppa dei Campioni 1967-1968 (hockey su pista)
La finale della 3ª edizione della Coppa dei Campioni fu disputata in gara d'andata e ritorno tra gli spagnoli del Reus Deportiu e gli italiani della Triestina. Con il punteggio complessivo di 8 a 2 fu il Reus Deportiu ad aggiudicarsi per la seconda volta nella storia il trofeo.

## Le squadre
| Squadre       | Partecipazioni precedenti (il grassetto indica la vittoria) |
| ------------- | ----------------------------------------------------------- |
| Reus Deportiu | 1967                                                        |
| Triestina     | Nessuna                                                     |

## Il cammino verso la finale
Il Reus Deportiu in qualità di detentore del trofeo fu escluso dal partecipare ai quarti di finale; in semifinale ebbe la meglio sui connazionali del Mataró. La Triestina invece eliminò i francesi del Gujan-Mestras ai quarti di finale e gli olandesi del Residentie in semifinale.

## Tabellini

### Andata
| Trieste 24 marzo 1968 | Triestina | 0 – 2 | Reus Deportiu | Pista di viale Miramare |

| Triestina    |  |                   |
|              |  |                   |
| P            |  | Enzo Mari         |
| E            |  | Franco Cervo      |
| E            |  | Fulvio Gon        |
| E            |  | Romano Martellani |
| E            |  | Flavio Perok      |
| E            |  | Roberto Pockay    |
| E            |  | Giuseppe Prinz    |
| P            |  | Vittorio Talocchi |
| Allenatore:  |  |                   |
| Mario Cergol |  |                   |

| Reus Deportiu |  |                    |
|               |  |                    |
| P             |  | Santiago Garcia    |
| E             |  | Manuel Boronat     |
| E             |  | Jose Rabassa       |
| E             |  | Joan Sabater       |
| E             |  | Salvador Salvat    |
| E             |  | Joaquin Vilallonga |
| E             |  | Juan Vilallonga    |
| Allenatore:   |  |                    |
| Andres Borras |  |                    |

### Ritorno
| Reus 6 aprile 1968 | Reus Deportiu | 6 – 2 | Triestina |  |

| Reus Deportiu |  |                    |
|               |  |                    |
| P             |  | Santiago Garcia    |
| E             |  | Manuel Boronat     |
| E             |  | Jose Rabassa       |
| E             |  | Joan Sabater       |
| E             |  | Salvador Salvat    |
| E             |  | Joaquin Vilallonga |
| E             |  | Juan Vilallonga    |
| Allenatore:   |  |                    |
| Andres Borras |  |                    |

| Triestina    |  |                   |
|              |  |                   |
| P            |  | Enzo Mari         |
| E            |  | Franco Cervo      |
| E            |  | Fulvio Gon        |
| E            |  | Romano Martellani |
| E            |  | Flavio Perok      |
| E            |  | Roberto Pockay    |
| E            |  | Giuseppe Prinz    |
| P            |  | Vittorio Talocchi |
| Allenatore:  |  |                   |
| Mario Cergol |  |                   |